# Erywan Yusof
Erywan Yusof est vice-ministre des affaires étrangères du Brunei et envoyé spécial de l'ANASE en Birmanie depuis le 4 août 2021.  Il fut l'un des deux émissaires brunéiens qui ont représenté l'ANASE lors d’une visite à Nay Pyi Taw en mai 2021 pour rencontrer le chef d’état-major Min Aung Hlaing et lui présenter des noms de candidats au poste d'envoyé spécial.